# Maria Ylipää
Maria Mikaela Markuntytär Ylipää, född 8 augusti 1981 i Ylöjärvi i Birkaland, är en finsk skådespelare och musikalartist.
Hon har spelat i ett flertal finska filmer och TV-serier och har på scenen spelat stora roller i musikaler som Wicked, Miss Saigon och Evita. 2012 tilldelades Maria titelrollen i Björn Ulvaeus och Benny Anderssons musikal Kristina från Duvemåla på Svenska Teatern i Helsingfors. 
Där spelade den till år 2013.
Maria gjorde samma roll i Göteborgsoperans uppsättning av musikalen under hösten 2014 och våren 2015 och spelade under spelåret 2015-2016 rollen i uppsättningen på Cirkus i Stockholm.
Ylipää vann Gyllene Venla-priset för bästa kvinnliga skådespelerska 2017. 

## Teater

### Roller
| Roll         | År   | Produktion                                                                          | Regi            | Teater            |
| ------------ | ---- | ----------------------------------------------------------------------------------- | --------------- | ----------------- |
| Kristina     | 2015 | Kristina från Duvemåla Benny Andersson, Björn Ulvaeus, Lars Rudolfsson och Jan Mark | Lars Rudolfsson | Cirkus, Stockholm |
| Mary Poppins | 2018 | Maija Poppanen Paluu                                                                |                 |                   |